# 舟形インターチェンジ
舟形インターチェンジ（ふながたインターチェンジ）とは、山形県舟形町にある東北中央自動車道（尾花沢新庄道路）のインターチェンジである。

## 歴史
- 1999年（平成11年）11月27日 : 毒沢仮出入口（現・川原子IC） - 新庄IC間開通に伴い、供用開始[2]。

## 周辺
- 若あゆ温泉
- 猿羽根山（地蔵尊）
- 新庄サイクルスポーツセンター
- 肘折温泉
- 最上小国川（山形県を代表する鮎釣りスポット）
- 舟形駅 (奥羽本線)

## 接続する道路
- 直接接続
  - 山形県道56号新庄舟形線
- 間接接続
  - 国道13号

## 料金所
国土交通省管轄の無料道路区間であるため、料金所は設置されていない。

## 隣
E13 東北中央自動車道（尾花沢新庄道路）
(25) 川原子IC - (26) 舟形IC - (27) 新庄IC